# プロジェクト・ペレ
プロジェクト・ ペレ（英: Project Pele）は、アメリカ国防総省が推進するプロジェクトであり、遠隔地にあるアメリカ軍基地に展開可能な原子炉の構築を目的とする。
2020年に、このプロジェクトは月・火星ミッションの関連プロジェクトとしてリストされた:15。

## 初期契約
2020年3月9日に、国防総省は3件の開発契約を締結した。
- BWXテクノロジーズ（バージニア州）：1,350 万ドル。
- ウェスティングハウス・エレクトリック（ワシントンDC）：1,195万ドル
- X-energy（メリーランド州）：1,430 万ドル[3]

この開発契約に基づき、出力範囲1-5MWeのマイクロ原子炉について2年間のエンジニアリング設計コンペティションが行われる。

## 開発
2022年頃に3件の設計のうち1つが選定されてプロトタイプが構築されることになっていたが、2021年3月にBWTテクノロジーズとX-energyの2社が最終設計に進むことが発表され、最終的に2022年6月にBWTテクノロジーズの設計が選定されて建設段階に進められることになった。
アメリカ陸軍将来コマンドによれば、この原子炉は、道路、鉄道、航空機または海上で展開できるようにすることが想定されている。また、展開後直ちに電力を発生でき、本質的に安全であるという。